# Lenguas viéticas
Las lenguas viéticas  forman una rama de las lenguas austroasiáticas. La rama también fue llamada originalmente fue llamada también việt-mường, annamita-muong y vietnamuong, aunque actualmente ese nombre se reserva para la subrama demográficamente más importante que incluye simultáneamente al vietnamita y el mường.
Muchas lenguas viéticas tienen sistemas tonales a medio camino entre el de las lenguas việt-mường y el de otras ramas austroasiáticas que no tienen una influencia significativa del sinítico o del tai. El vietnamita moderno tiene una influencia significativa del chino tanto en vocabulario como en el sistema tonal. El vocabulario sino-vietnamita está entre el 30 y el 60% del vocabulario total, dependiendo de la temática y el estilo usado. El chino ha sido históricamente la influencia principal en el vietnamita.

## Orígenes
A partir de la diversidad lingüística, la región de origen de las lenguas viéticas se sitúa en las modernas provincias de Bolikhamxai y de Khammouan en Laos así como partes de las provincias de Nghệ An y Quảng Bình en Vietnam. El tiempo de diversificación de esta rama sería de unos 2000 años. El ancestro del idioma vietnamita se hablaba originalmente en la región del río Rojo en lo que actualmente es el norte de Vietnam.
El vietnamita fue identificado como lengua austroasiática a mediados del siglo XIX, y actualmente existe una evidencia muy sólida para apoyar esta clasificación. Actualmente, el vietnamita es una lengua monosilábica, como el cantonés, habiendo perdido muchas de las características fonológicas y morfológicas del proto-austroasiático. Además el vietnamita tiene una importante contingenge de léxico prestado de las lenguas siníticas y las lenguas tai. Sin embargo, algunos autores se resistieron históricamente a la hipótesis de que el vietnamita estaba más estrechamente relacionado con el camboyano que con el sinítico o el tai. De todas maneras, la gran mayoría de estudiosos explican estas similitudes tipológicas como el resultado del contacto lingüístico y la influencia cultural, más que a una relación filogenética.

## Distribución
Los hablantes de lenguas viéticas, diferentes del vietnamita, ocupan la región vecina de Nakai–Nam Theun en Laos y Vietnam norcentral (Chamberlain, 1998).  Muchos de estos hablantes son hablantes de mường, nhà làng y nguồn. Chamberlain (1998) lista las ubicaciones actuales en Laos para los siguientes etnias viéticas:
- Nguồn: Ban Pak Phanang (Distrito de Boualapha, Khammouan); algunos otros en Vietnam.
- Liha-Phong-Toum: distrito de Khamkeut; originario probablemente del norte de la frontera entre el norte de Nghe An y Khamkeut.
- Ahoe (thavung): que originalmente se habló en el subdistrito de Na Tane en el distrito de Nakaiy la aldea de Ban Na Va en el distrito de Khamkeut; desplazados desde el distrito de Hinboun durante la guerra, y posteriormente reasentados en Nakai Tay (39 hogares) y en Sop Hia (20 hogares) en la meseta de Nakai.
- Thaveung (Dialectos ahao y ahlao): muchas aldeas cerca de Lak Xao; probablemente originarios de la región de Na Heuang.
- Cheut (chut): Ban Na Phao y Tha Sang (distrito de Boualapha); probablemente otros hablantes en Pha Song, Vang Nyao, Takaa; originarios de Hin Nam No y Vietnam.

En Vietnam, algunos hablantes de etnias de las montañas hablantes de lenguas viéticas, incluyendo los arem, los rục, los maliêng y los mày (cươi) que fueron reasentados en Cu Nhái (ubicados en el oeste de Quang Binh o el suroeste del distrito de Huong Khe en Ha Tinh). Los sách también se encuentran en Vietnam.

## Comparación léxica
Los numerales comparados de diferentes lenguas viéticas son:
| GLOSA | Chut  | Chut    | Chut     | Cuoi        | Cuoi     | Muong    | Muong    | Vietnamita     | Vietnamita | PROTO- VIÉTICO |
| GLOSA | Arem  | Chut    | Maleng   | Hung (Toum) | Tho      | Muong    | Nguôn    | Aheu (Thavung) | Vietnamita | PROTO- VIÉTICO |
| ----- | ----- | ------- | -------- | ----------- | -------- | -------- | -------- | -------------- | ---------- | -------------- |
| 1     | mṳːc  | moc11   | mɔːc11   | moːc31      | moːt32   | moc11    | moːc53   | mɔːc11         | mot21      | *moːc          |
| 2     | hæːl  | haːl55  | haːl35   | haːl55      | haːl45   | haːl55   | haːn22   | haːl55         | haːj33     | *haːl          |
| 3     | pæ    | pa55    | paː35    | paː55       | pa45     | pa55     | paː22    | paː55          | baː33      | *paː           |
| 4     | puon  | poːn35  | poːnʔ32  | poːn35      | pɔːn324  | ponʔ21   | poːn312  | poːnʔ53        | bon45      | *poːnʔ         |
| 5     | ɗam   | ˀdam55  | ɗam55    | ɗam55       | ɗam45    | ˀdam55   | ðam22    | ɗam55          | nam33      | *ɗam           |
| 6     | prawʔ | pʰraw35 | pʰroːʔ32 | pʰlaw35     | pʰraw324 | kʰawʔ21  | ʃaw312   | pʰaluʔ55       | ʃaw45      | *p-ruːʔ        |
| 7     | pʌh   | paj312  | pɜlʰ35   | pal35       | pajʔ55   | paj22    | paj35    | pih55          | baj312     | *paj-          |
| 8     | tʰæːm | tʰaːm35 | saːmʔ32  | saːm35      | saːm324  | tʰaːmʔ21 | tʰaːm312 | saːmʔ53        | taːm45     | *tʰaːm         |
| 9     | ciːnˀ | ciːn35  | ciːnʔ32  | ciːn35      | ciːn324  | cinʔ21   | ciːn312  | ciːnʔ53        | cin45      | *ciːnʔ         |
| 10    | ᶮcṳk  | mɨəj31  | (sip55)  | maːl11      | mɨəj43   | mɨəl2    | mɨəj55   | (sip55)        | mɨəj21     | *mɨəl          |